# Federazione italiana delle associazioni fra i sordomuti
Die Federazione italiana delle associazioni fra i sordomuti (FIAS) (deutsch Italienische Föderation der Gehörlosen- und Stummenverbände) war der älteste Verband der italienischen Gehörlosengemeinschaft und wurde 1933 aufgelöst. Im Jahr 2018 erfolgte die Neugründung als Federazione Italiana delle Associazioni per Sordi (FIAS, deutsch Italienischer Verband der Gehörlosenverbände). Somit ist er mit der Deutschen Gesellschaft der Hörbehinderten vergleichbar.

## Geschichte

### Erstes Treffen
Die 1. Konferenz für die Rechte tauber Menschen, die 1920 in Genua stattfand, war das erste Treffen der Gehörlosengemeinschaft.
1921 wurde der nationale Hauptsitz von Genua nach Mailand verlegt, in das Büro des ersten Präsidenten Prestini bis zu seinem Tod.

### Patto di Padova
Nach dem Patto di Padova (Pakt von Padua), der die einzige Organisation zum Schutz und zur Wahrung der Interessen und Rechte tauber Menschen schuf, wurde in Padua die Ente nazionale sordi gegründet, die 1932 von der FIAS aufgelöst wurde.

### Neugründung
Im Februar 2018 wurde das FIAS aus den Trümmern des Jahres 1933 neu gegründet und übernahm die gleiche Satzung aus dem Jahr 1920, die bis heute aktualisiert wurde.
Die erste offizielle Gründung erfolgte im Februar 2018 unter der Leitung der ersten Präsidentin, Laura Santarelli, die einen Zusammenschluss der verschiedenen Verbände der italienischen Gehörlosengemeinschaft ins Leben rief.

## Präsidenten

### Historisch
- Enrico Giuseppe Prestini (1920–1941)

### Seit 2018
- Laura Santarelli (2018–2023)
- Anna Caruso (seit 2023)

## Organisationen in der FIAS
- Accademia Europea Sordi ONLUS
- Associazione Leonardo da Vinci Arte ONLUS
- Patron Miss Mister sordi Alphabet ONLUS
- Consorzio Interassociativo dei Sordi Siciliani
- Associazione Scacchi Italiani Sordi
- Associazione Sordi Veneto
- Associazione Parole e Luce Assisi
- Associazione Sordi Pescara
- Associazione Disabili di Gragnano
- Associazione Sordi Cremaschi
- Movimento Sordi Eguaglianza
- Unione Ipoudenti Liguri
- Associazione Audiolesi e Problemi del Linguaggio "Filippo Ciranni" ONLUS